# یایا سانو
یایا سانو (انگلیسی: Yaya Sanou؛ زادهٔ ۲۹ دسامبر ۱۹۹۳) بازیکن فوتبال اهل بورکینافاسو است.
وی همچنین در تیم ملی فوتبال بورکینافاسو بازی کرده است.